# Honoris causa
Почётный до́ктор (гоно́рис ка́уза, лат. honoris causa — «ради почёта», сокращённо h. c.) — степень доктора наук или доктора философии / доктора искусств / доктора педагогики / доктора богословия / доктора музыки (в зависимости от системы учёных степеней) без защиты диссертации, присуждаемая на основании значительных заслуг соискателя перед наукой или культурой. Присуждающее степень учебное заведение обычно тем самым даёт понять, что считает почётным присутствие данного лица в рядах преподавательского состава, даже если это присутствие носит символический характер. Формула Dr. h. c. mult. указывает на то, что этот человек был удостоен звания Doctor Honoris Causa несколько раз (в нескольких учебных заведениях).
Почётная степень может не только присуждаться, но и сниматься.

## История
Практика присуждения степени восходит ко времени Средневековья. Университеты начали присваивать степени по почёту в знак уважения. К присуждению данной степени не предъявлялись формальные требования, установленные для обычных степеней, присуждаемых за конкретные научные исследования. Таким образом, это была степень не за какое-то определённое научное исследование или открытие, а за совокупность заслуг. Самая ранняя по имеющимся письменным свидетельствам степень была присуждена Лайонелу Вудвиллу в конце 1470-х годов в Оксфордском университете, впоследствии он стал епископом Солсбери.
Со второй половины XVI века предоставление почётных степеней стало распространённым явлением, в том числе в Оксфордском и Кембриджском университетах. В 1985 году Оксфордский университет отказал Маргарет Тэтчер в почётной степени в знак протеста против сокращения финансирования высшего образования, проводимого её правительством. До этого степень почётного доктора получали все премьер-министры, закончившие Оксфорд.
Помимо университетов, степень (или звание) почётного доктора может присваиваться научными обществами и академиями наук, как государственными, так и общественными.

## В России
С 1803 по 1819 год, а затем с 1863 года и впоследствии действовал институт почётных докторов (возобновившийся и в 1930-е годы), то есть «мужей, известных своей учёностью и сочинениями, или отличившихся в государственной службе в иностранных землях и в Российской империи», но не защитивших докторскую диссертацию.

## Противоречия
Некоторые университеты и колледжи обвиняются в предоставлении почётных степеней в обмен на крупные пожертвования. Получатели почётной степени, особенно те, кто ранее не имели академической квалификации, иногда подвергались критике, если настаивали на обращении «доктор» в результате их награды.
Присвоение почётной степени политическим деятелям может вызвать протесты со стороны преподавателей или студентов. В 2001 году Джордж Буш получил почётную степень в Йельском университете, где он получил степень бакалавра истории в 1968 году. После этого многие студенты и преподаватели решили бойкотировать 300-летие университета.
Философский факультет в Кембридже вызвал споры в академическом сообществе в марте 1992 года, когда трое из его членов наложили временное вето на присуждение почётной докторской степени Жаку Деррида; они и другие сторонники аналитической философии протестовали против предоставления на том основании, что работа Деррида «не соответствовала принятым мерам академической строгости». Хотя в конечном итоге университет принял это решение, эпизод привлёк внимание к продолжающейся антипатии между аналитической школой (её ведущим представителем является факультет Кембриджа) и постгегельянскими континентальными философскими традициями (с которыми работа Деррида более тесно связана).
В 1987 и 2022 годах Лозаннский университет принял решение не лишать посмертно итальянского диктатора Бенито Муссолини почётной степени доктора наук, присуждённой ему в 1937 году за то, что он выработал и воплотил в жизнь «на своей родине социальную организацию, которая обогатила социологическую науку и оставит глубокий след в истории». Признавая, что присуждение степени было «большой ошибкой» тогдашнего университетского и политического руководства кантона, ректорат всё же счёл, что целесообразнее не пытаться стереть этот эпизод из истории вуза, а использовать его как «постоянное предупреждение о риске идеологических девиаций, которому подвержены во все времена любой человек и любое учреждение, начиная с Лозаннского университета».